# Allée couverte de Bel Evan
L'allée couverte de Bel Evan ou dolmen de Bellevan est un monument mégalithique datant du Néolithique situé sur la commune de Plouër-sur-Rance dans le département français des Côtes-d'Armor.

## Protection
Le monument n'a été découvert qu'en 1972 par G. Faguet. Il a fait l’objet d’une inscription au titre des monuments historiques depuis le 4 septembre 1981.

## Description
L'allée couverte est en partie ruinée. Elle mesure 14 m de longueur. Elle comporte au nord une cella adossée à la chambre. Elle disposait peut-être d'une entrée latérale. Tous les blocs de pierre sont en quartz.